# CAR Trophy 2001
Navigation
CAR Trophy 2002
Le CAR Trophy 2001 est une compétition organisée par la Confédération africaine de rugby qui oppose les nations africaines de Deuxième Division du 28 juillet au 24 novembre 2001. Les résultats des matchs comptent également pour les qualifications de la Coupe du monde 2003. La compétition est remportée par Madagascar à l'issue d'un tour final à 3.

## Poule A

### Classement
| Rang | Pays     | J | V | N | D | Pm | Pe | Diff | Pts |
| ---- | -------- | - | - | - | - | -- | -- | ---- | --- |
| 1    | Cameroun | 2 | 1 | 0 | 1 | 41 | 25 | +16  | 2   |
| 2    | Zambie   | 2 | 1 | 0 | 1 | 37 | 45 | -8   | 2   |
| 3    | Ouganda  | 2 | 1 | 0 | 1 | 21 | 29 | -8   | 2   |

|  | Qualifié pour le tour final (no 1). |

### Détail des résultats
| 28 juillet 2001 | Zambie | 25 – 24 | Cameroun | Chingola |
| 28 juillet 2001 |        |         |          | Chingola |
| 28 juillet 2001 |        |         |          | Chingola |

| 11 août 2001 | Ouganda | 21 – 12 | Zambie | Kampala |
| 11 août 2001 |         |         |        | Kampala |
| 11 août 2001 |         |         |        | Kampala |

| 28 août 2001 | Cameroun | 17 – 0 | Ouganda | Yaoundé |
| 28 août 2001 |          |        |         | Yaoundé |
| 28 août 2001 |          |        |         | Yaoundé |

## Poule B

### Classement
| Rang | Pays       | J | V | N | D | Pm | Pe | Diff | Pts |
| ---- | ---------- | - | - | - | - | -- | -- | ---- | --- |
| 1    | Madagascar | 2 | 2 | 0 | 0 | 57 | 32 | +25  | 4   |
| 2    | Botswana   | 2 | 1 | 0 | 1 | 24 | 34 | -10  | 2   |
| 3    | Eswatini   | 2 | 0 | 0 | 2 | 24 | 39 | -15  | 0   |

|  | Qualifié pour le tour final (no 1). |

### Détail des résultats
| 1er septembre 2001 | Botswana | 13 – 3 | Eswatini | Gaborone |
| 1er septembre 2001 |          |        |          | Gaborone |
| 1er septembre 2001 |          |        |          | Gaborone |

| 16 septembre 2001 | Madagascar | 31 – 11 | Botswana | Antananarivo |
| 16 septembre 2001 |            |         |          | Antananarivo |
| 16 septembre 2001 |            |         |          | Antananarivo |

| 29 septembre 2001 | Eswatini | 21 – 26 | Madagascar | Manzini |
| 29 septembre 2001 |          |         |            | Manzini |
| 29 septembre 2001 |          |         |            | Manzini |

## Tour final
Le Kenya est qualifié d'office pour le tournoi.

### Classement
| Rang | Pays       | J | V | N | D | Pm | Pe | Diff | Pts |
| ---- | ---------- | - | - | - | - | -- | -- | ---- | --- |
| 1    | Madagascar | 2 | 2 | 0 | 0 | 57 | 44 | +13  | 4   |
| 2    | Kenya      | 2 | 1 | 0 | 1 | 60 | 42 | +18  | 2   |
| 3    | Cameroun   | 2 | 0 | 0 | 2 | 39 | 70 | -31  | 0   |

|  | Vainqueur (no 1). |

### Détail des résultats
| 13 octobre 2001 | Madagascar | 27 – 20 | Kenya | Antananarivo |
| 13 octobre 2001 |            |         |       | Antananarivo |
| 13 octobre 2001 |            |         |       | Antananarivo |

| 27 octobre 2001 | Cameroun | 24 – 30 | Madagascar | Yaoundé |
| 27 octobre 2001 |          |         |            | Yaoundé |
| 27 octobre 2001 |          |         |            | Yaoundé |

| 24 novembre 2001 | Kenya | 40 – 15 | Cameroun | Nairobi |
| 24 novembre 2001 |       |         |          | Nairobi |
| 24 novembre 2001 |       |         |          | Nairobi |